# Burg Battenberg
Battenberg ist die Ruine einer Höhenburg im Leininger Sporn an der Nordostseite des Pfälzerwalds. Sie liegt am Rand der gleichnamigen Ortsgemeinde im Landkreis Bad Dürkheim (Rheinland-Pfalz) und ist eine der drei Burgen am oberen Eckbach, die aus der Frühzeit des fränkischen Adelsgeschlechts der Leininger stammen. Die beiden anderen sind Altleiningen und Neuleiningen.
Die Burg Battenberg ist als Kulturdenkmal eingestuft.

## Geographie

### Lage
Die Ruine der Höhenburg liegt nahe dem Ende des Leininger Sporns am Nordostrand des Pfälzerwalds im Bereich der westlichen Schulter des Oberrheingrabens auf dem Kieselberg in einer Höhe von 284 m ü. NHN. Unmittelbar westlich der Burg gruppiert sich die gleichnamige Ortsgemeinde.

### Gewässer
Nördlich und südlich des Burgbergs öffnen sich die Täler des Eckbachs und dessen rechten Zuflusses Krumbach zur Rheinebene.

### Umgebung
Am steilen Südhang unmittelbar unterhalb der Burgruine treten neben der kurvigen Kreisstraße 30 aus dem ockerfarbenen Sandstein die sogenannten Blitzröhren zutage. Das Naturdenkmal ist allerdings nicht durch Blitzschlag, sondern durch Versinterung und Erosion stark eisenhaltiger Minerale entstanden.
Das Naturschutzgebiet Haardtrand – Im Baumgarten schließt sich am Osthang des Burgbergs an.

Blick von der Burg Battenberg auf die Oberrheinische Tiefebene

## Anlage

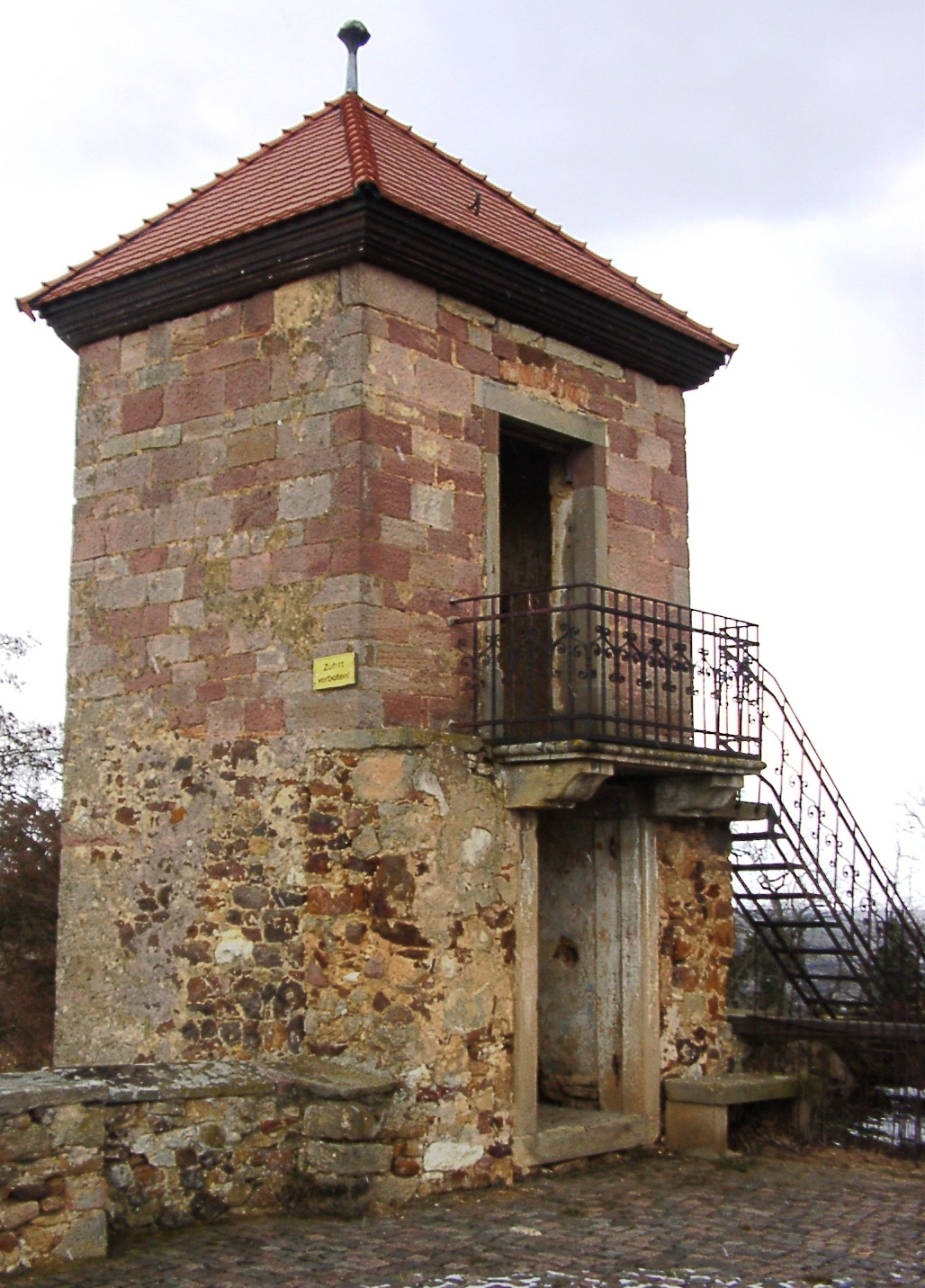
Treppenturm
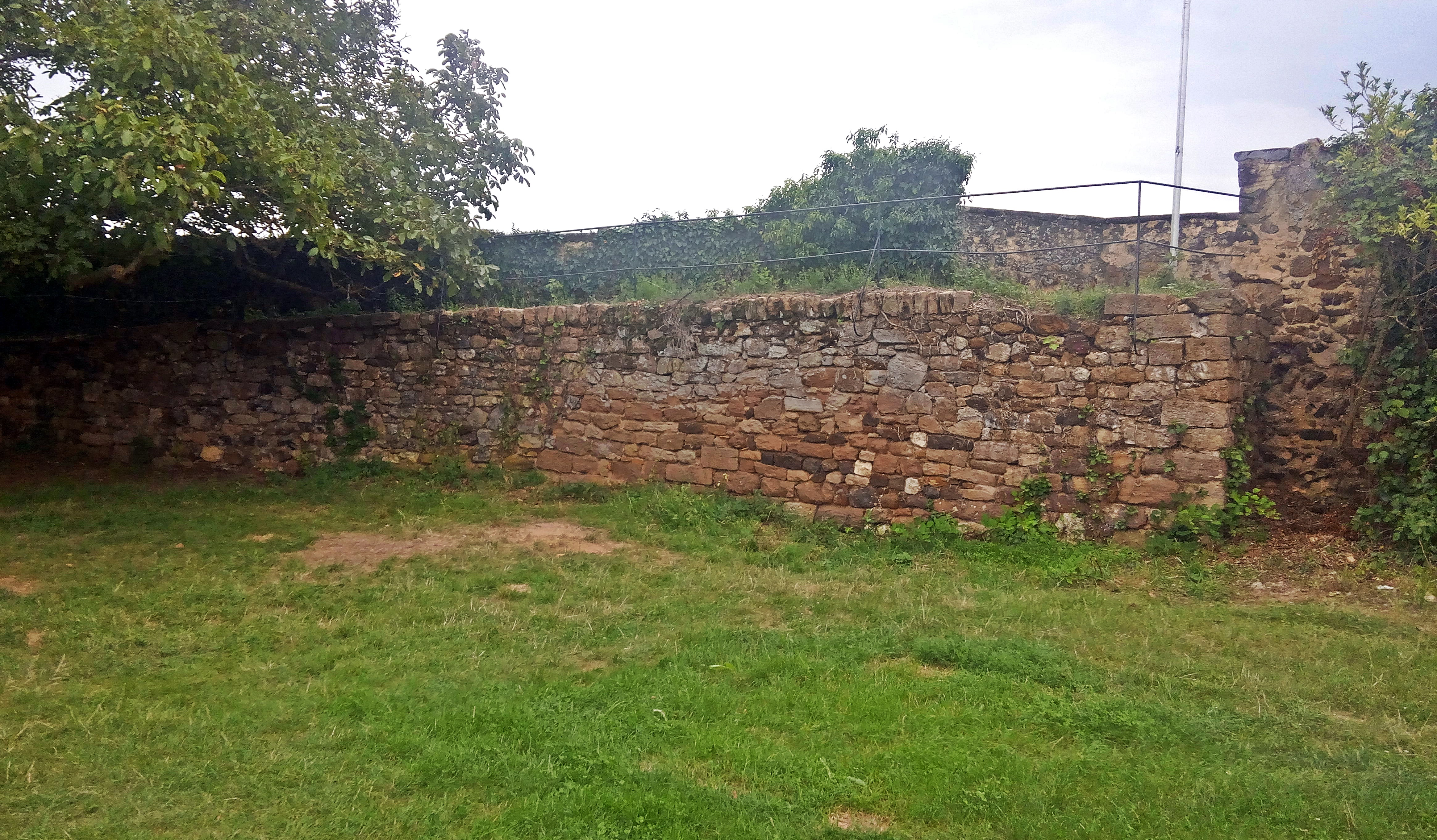
Wehrgang mit Batterieturm
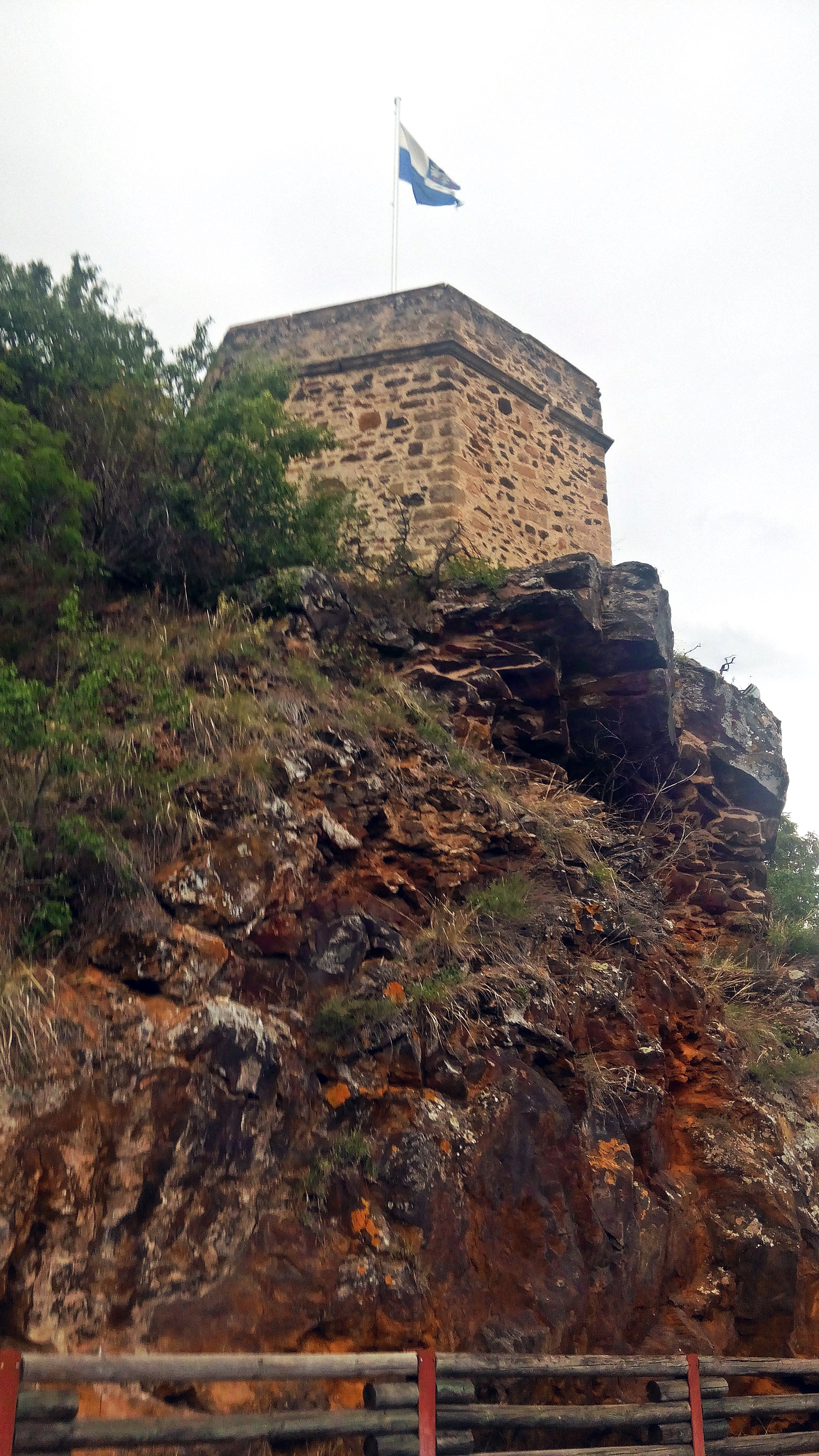
Batterieturm
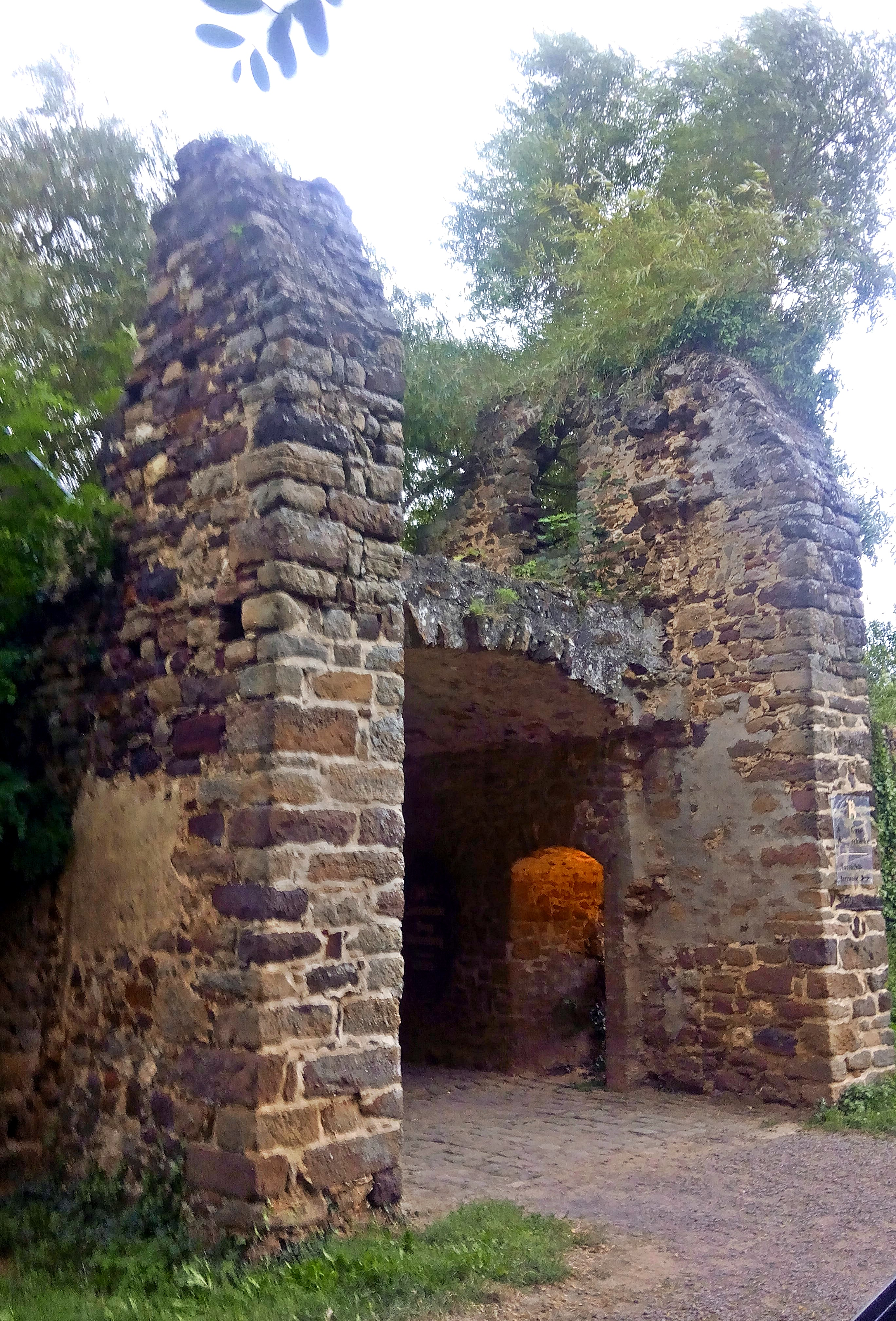
Torbau von außen
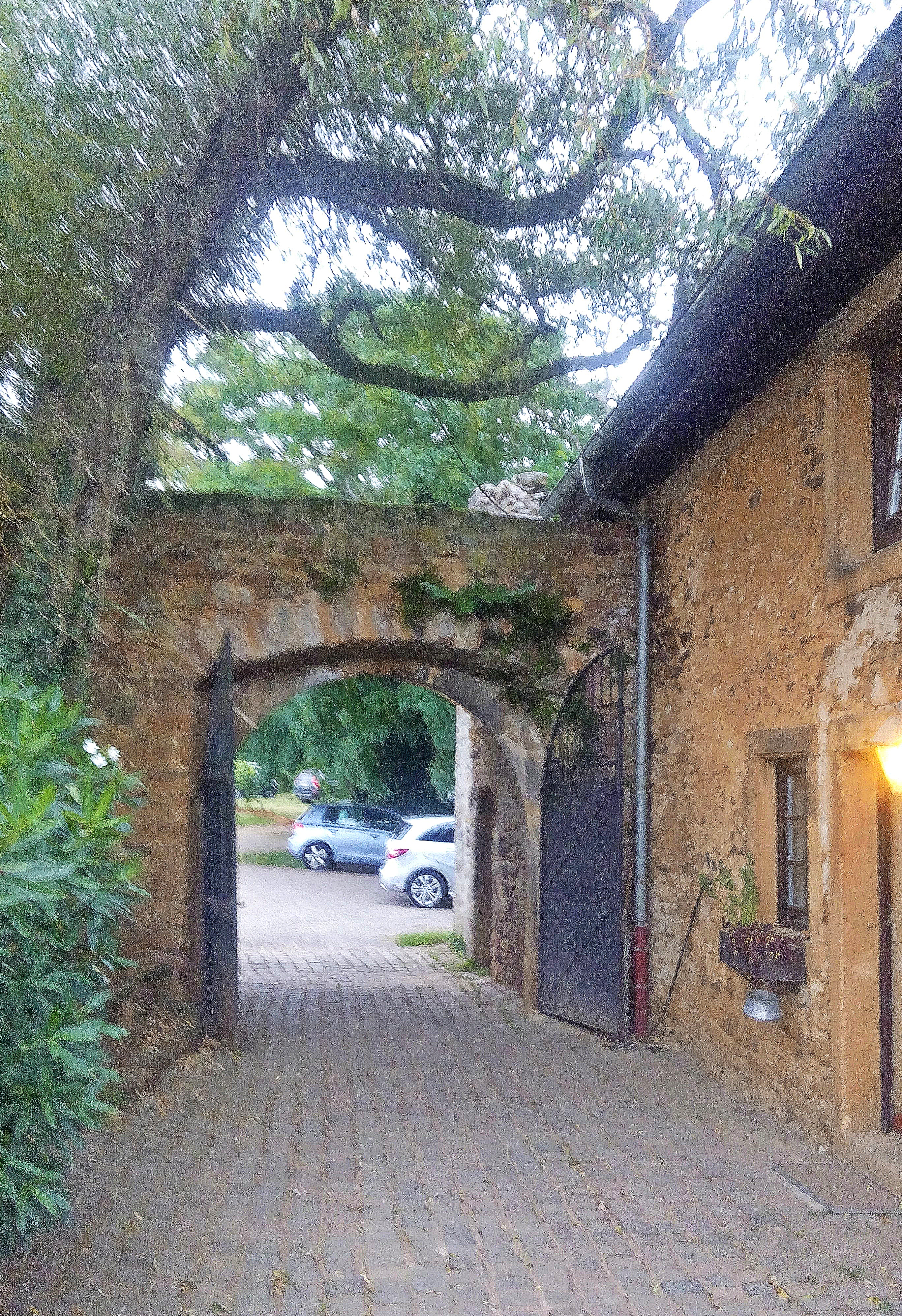
Torbau von innen
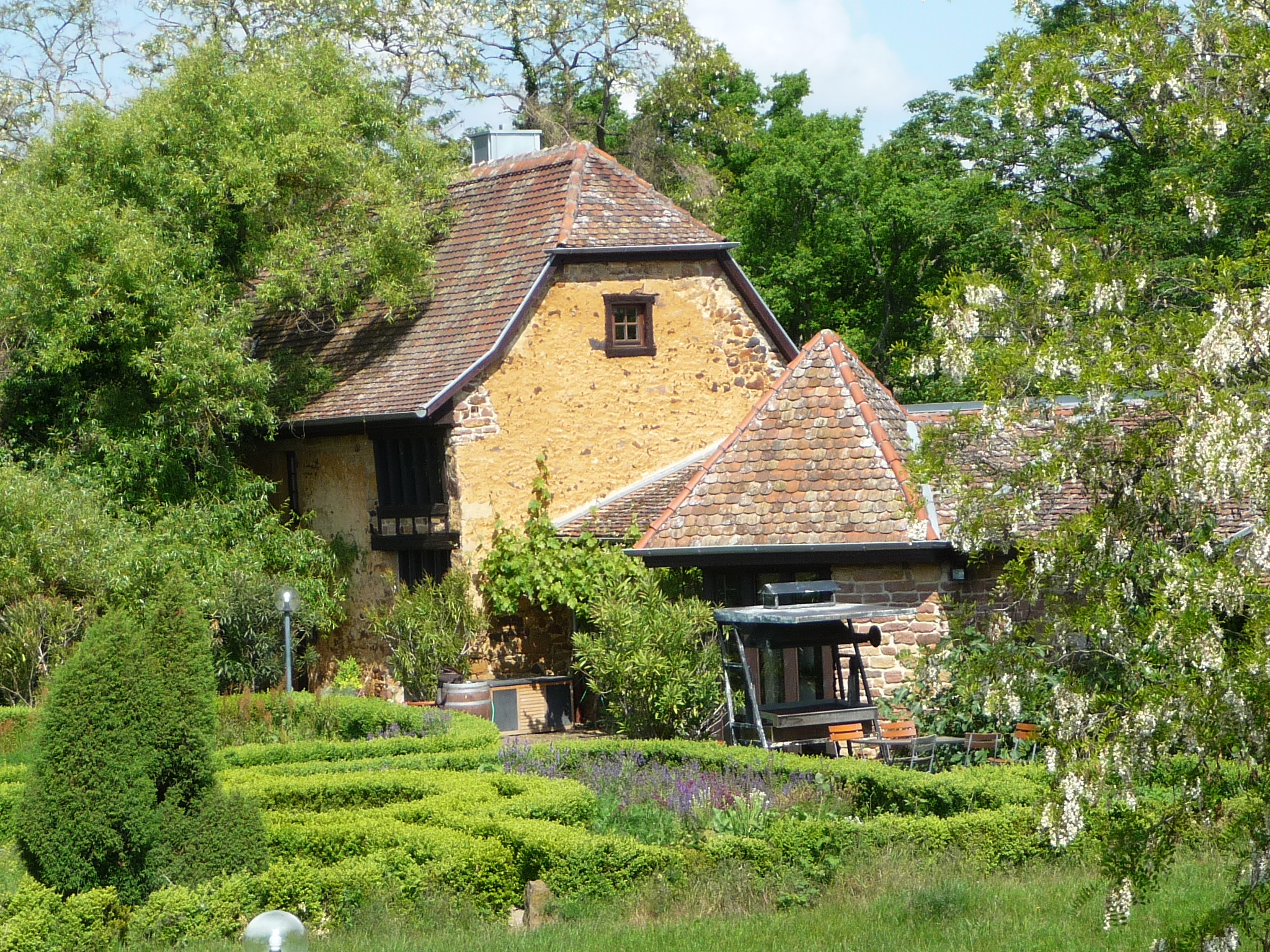
Heutiges Gaststättengebäude

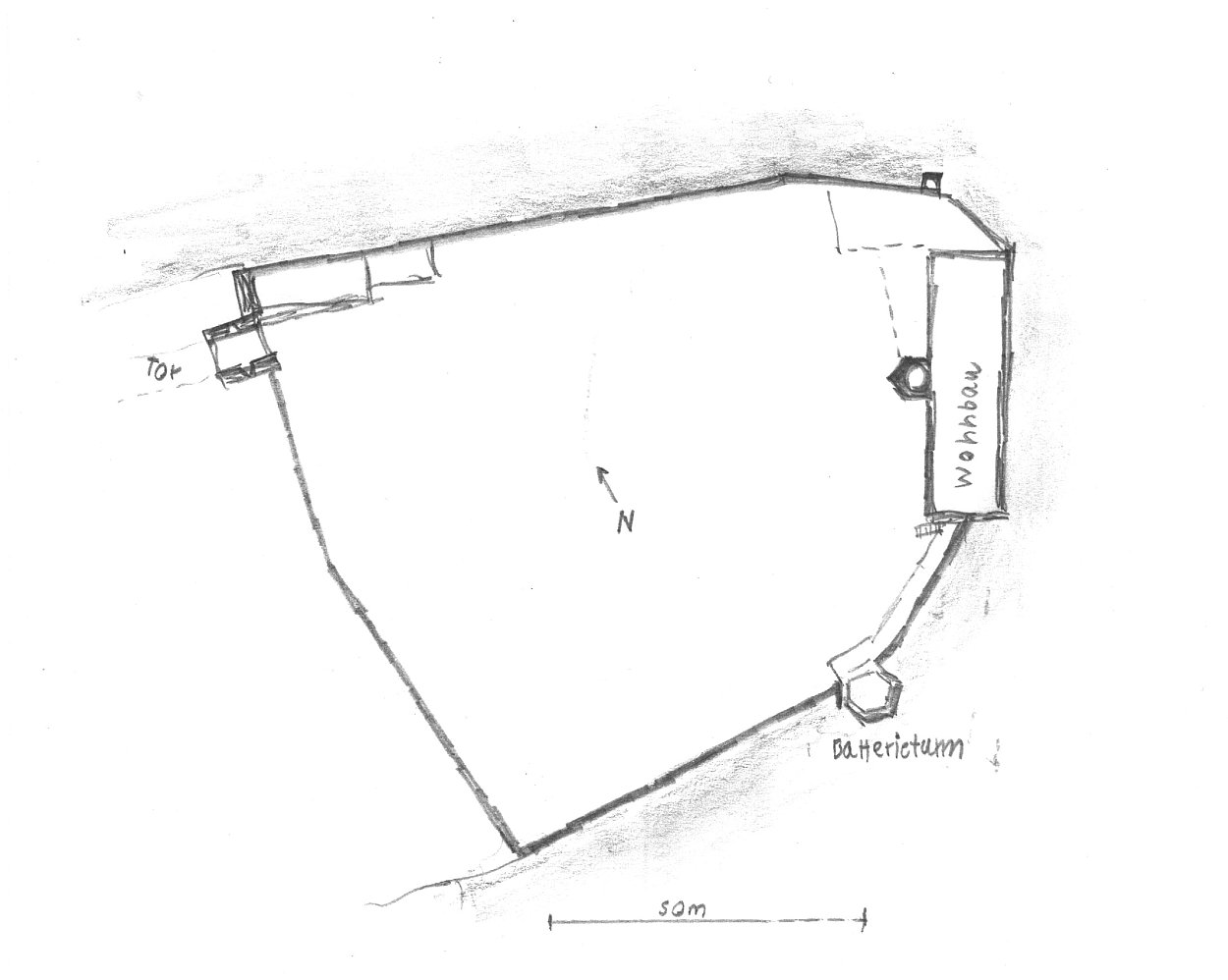
Grundriss-Skizze

Die Burg folgt im Grundriss dem auf drei Seiten (Nord, Ost, Süd) steil abfallenden Bergsporn. Gegen die offene vierte Seite, die nach Westen zu liegt, war sie durch einen Graben geschützt, der heute völlig verflacht ist.
Erhalten ist die Ringmauer mit dem Torbau an der Westseite bzw. der Nordwestecke der Anlage und einem Batterieturm in der Mitte der Südseite, der eine Mundlochscharte aufweist. Außerdem existiert im östlichen Bereich das Erdgeschoss eines Wohnbaus über gewölbtem Keller. Der westlich angebaute zweistöckige Treppenturm wurde später im oberen Bereich zu einem nach Osten gerichteten Pavillon umgebaut. Sein Obergeschoss kann von der vorgelagerten Terrasse aus durch eine nachträglich angebrachte eiserne Außentreppe erreicht werden. Diese Terrasse bildete früher den Fußboden im 2. Stock des Wohnbaus. Von ihm zum Batterieturm führt innen ein Wehrgang hinter der Ringmauer entlang.
Nördlich an den Torbau schließen sich zwei Remisen aus dem 18. Jahrhundert an. Sie dienen derzeit, zusammen mit einem ansprechend angelegten Teil des Burghofs, als Gaststätte.

## Geschichte

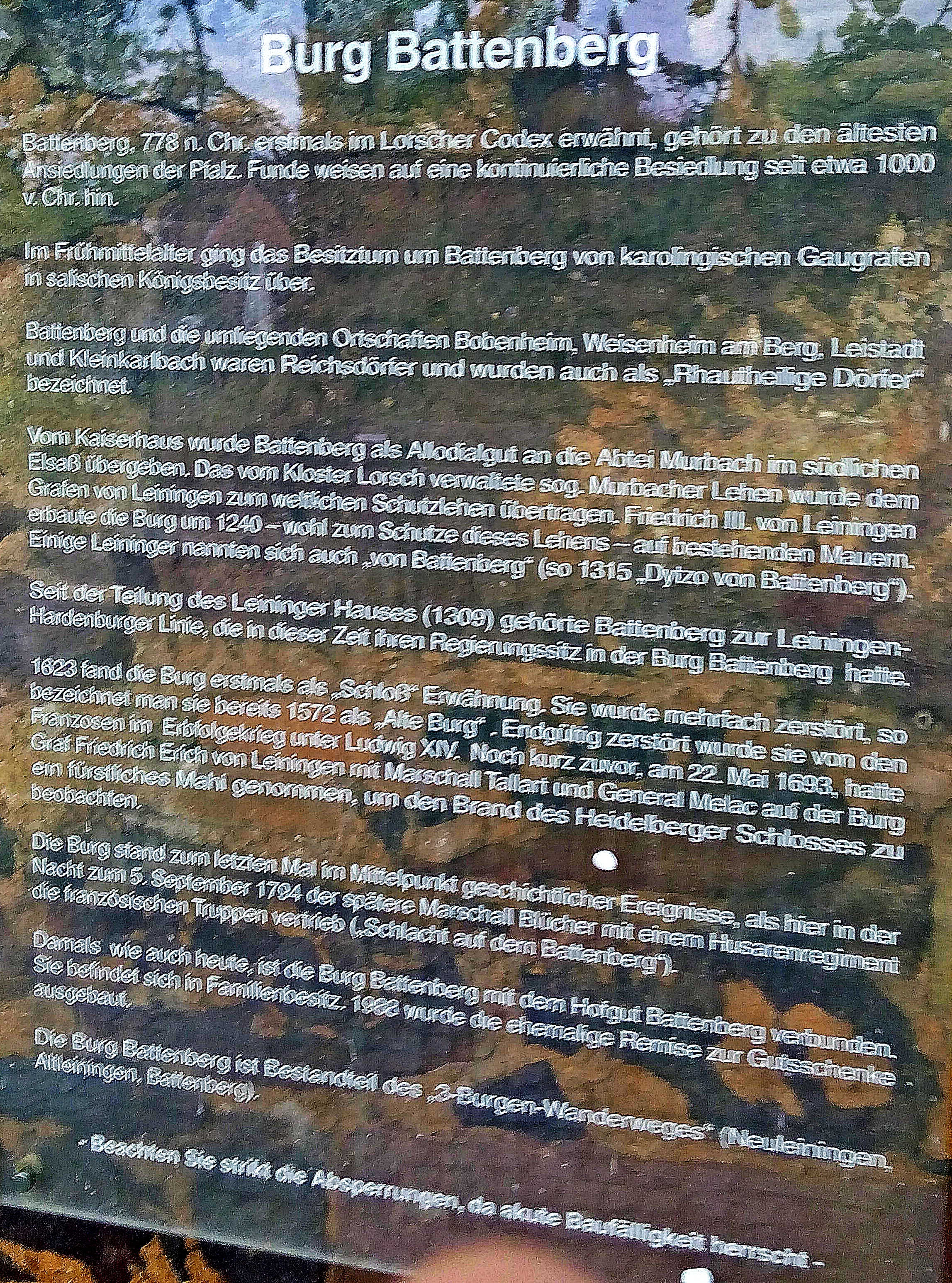
Infotafel im Burghof

Vermutlich wurde die Burg im 13. Jahrhundert von Graf Friedrich III. von Leiningen († 1287) auf den Resten einer salischen Anlage erbaut. Sie stand im Besitz der Leininger Grafen, denen damals das Leiningerland gehörte. Zusammen mit der 1400 m nördlich gegenüber auf 269 m Höhe gelegenen Burg Neuleiningen kontrollierte sie den Eingang des Eckbachtals. 5 km südwestlich liegt bachaufwärts die leiningische Stammburg Altleiningen.
Im Pfälzischen Erbfolgekrieg wurde Burg Battenberg 1689 durch französische Truppen zerstört, blieb aber noch, teilweise renoviert, bis 1747 eine der Leininger Residenzen. Nach örtlicher Überlieferung, die auch auf der Informationstafel im Burghof festgehalten ist, nahmen hier am 22. Mai 1693 Marschall Tallard und General Melac ein opulentes Abendessen ein und betrachteten dabei von Weitem das brennende Heidelberg, das sie zuvor hatten anzünden lassen. 
In der Nacht zum 5. September 1794 vertrieb der spätere Fürst Blücher mit seinen Truppen die französische Revolutionsarmee, die den strategisch bedeutsamen Platz während des Ersten Koalitionskriegs besetzt hatte. Am 18. desselben Monats kam es zu erneuten Gefechten um die Burganlage, wobei die späteren Generale Friedrich Wilhelm von Müffling und Joseph von Cloßmann den Sturm auf den Battenberg anführten. Beide Male hatten pfalz-bayerische Truppen entscheidenden Anteil an den Kämpfen.
Heute steht die Ruine in Privateigentum, ist aber wegen des Gaststättenbetriebs größtenteils der Öffentlichkeit zugänglich. Die exponierte Lage ermöglicht einen weiten Ausblick nach Osten auf Rheinebene, Bergstraße und Odenwald.